# Jura Federatie
De Jura Federatie was een antiautoritaire en anarchistische afdeling van de International Workingmen's Association (IWA) in West-Zwitserland. De federatie bestond voornamelijk uit horlogemakers uit het Jura gebergte. De Jura Federatie werd op 9 oktober 1870 opgericht in Saint-Imier tijdens een vergadering van de lokale IWA secties. Samen met andere anarchistische secties werden ze na het Haags congres in 1872 uitgestoten.
In 1880 werd de laatste conferentie georganiseerd; daarna werd de federatie ontbonden.
Het archief bevindt zich in het Internationaal Instituut voor Sociale Geschiedenis in Amsterdam.

## Geschiedenis
De groep begon eind jaren 60 van de negentiende eeuw als een associatie van horlogemakers en had vanaf het begin sterke socialistische en anti-autoritaire invloeden. Snel werd deze sectie vervolledigd door politieke immigranten, leden van de Commune van Parijs en Russische revolutionairen.

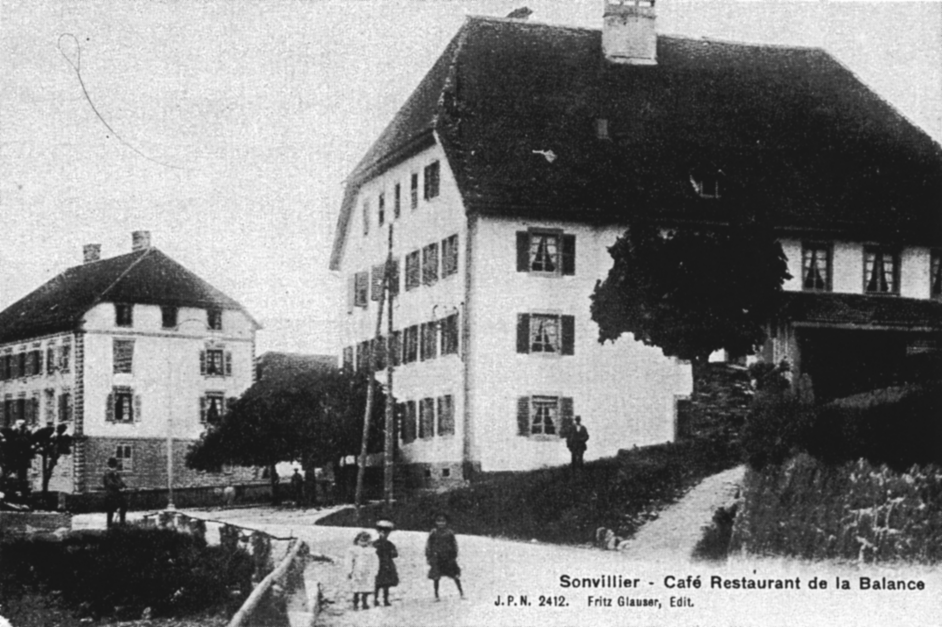
Hôtel de la Balance in Sonvilier waar de federatie werd opgericht

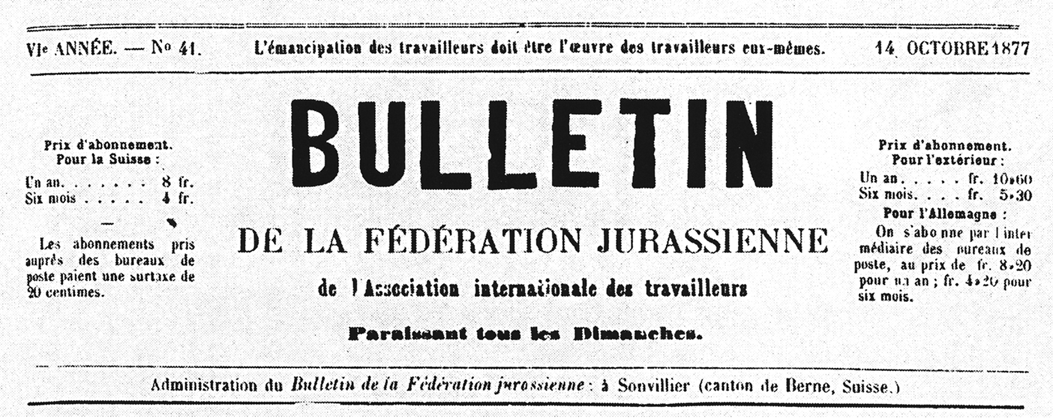
De Bulletin de la Fédération Jurassienne was de krant van de Jura Federatie.